# Äggstav

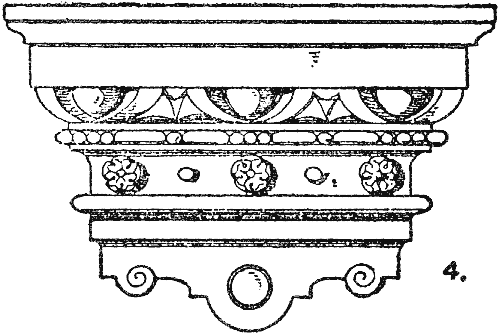
Äggstav mot toppen av ett joniskt kapitäl

Äggstav kallas ett ornament som ofta täljs i trä, sten eller gips. Det består av äggformade element som växlas med pil- eller ankarliknande element. Äggstavar i joniska kapitäl återfinns i antikens Greklands arkitektur, bland annat i Erechtheion, och användes av romarna.
Motivet har varit vanligt i Europas klassicistiska arkitektur sedan renässansen.